# Kokdu: Season of Deity
Kokdu: Season of Deity (en hangul, 꼭두의 계절; romanización revisada del coreano: Kkokduui Gyejeol) es una serie de televisión surcoreana dirigida por Baek Soo-chan y Kim Ji-hoon, y protagonizada por Kim Jung-hyun, Im Soo-hyang, Kim Da-som, Ahn Woo-yeon, Kim In-kwon y Cha Chung-hwa. Se emitió por el canal MBC TV desde el 27 de enero hasta el 24 de marzo de 2023, los viernes y sábados a las 21:50 (hora local coreana). También está disponible en las plataformas de contenidos audiovisuales IQiYi, Viki, Viu y Wave en algunas regiones del mundo.

## Sinopsis
La serie narra el romance entre una deidad de la muerte y un médico que salva vidas. Cada 99 años, Kokdu,la deidad de la muerte, viaja al mundo de los mortales para castigar a los humanos. En uno de estos viajes, Kokdu conoce a Han Gye-jeol, una médica misteriosa que lo trata como si fuera su sirviente, y se convierte en un médico que hace visitas a domicilio.

## Reparto

### Principal
- Kim Jung-hyun como Kokdu/Do Jin-woo/Oh-hyeon:[7][8][9]

1. Kokdu: fue antiguamente un ser humano que fue maldecido por un amor trágico, y se convirtió en un dios del inframundo que conduce a los muertos al más allá. Para ello ha de entrar en el cuerpo de un hombre, con el fin de acabar con las vidas de los humanos que han provocado la ira del Creador a los que se lleva consigo. Una vez cada 99 años debe pasar 49 días en este mundo.[10][11]
2. Do Jin-woo: un cirujano exitoso y compañero de trabajo del hospital de Gye-jeol, que está poseído por Kokdu.
3. Oh-hyeon: el enamorado de Seol-hee, quien a causa de un crimen fue maldecido por el Creador, que lo convirtió en Kokdu.

- Im Soo-hyang como Han Gye-jeol/Seol-hee:[7][8]

1. Han Gye-jeol: una médica de urgencias que perdió a su madre en la infancia, y se graduó en una facultad de medicina sin prestigio, por lo que sufre la discriminación de sus colegas.
2. Seol-hee: la vida pasada de Gye-jeol, una princesa a quien Oh-hyeon amó durante mucho tiempo, de vida desgraciada porque fue obligada a casarse con otro hombre.[12]

- Kim Da-som como Tae Jeong-won, una mujer talentosa y de buena familia, que siempre fue la primera de la clase como estudiante de medicina de la prestigiosa universidad de Hankuk. Tiene una rivalidad con Gye-jeol por causa de Jin-woo.[13][14]
- Ahn Woo-yeon como Han Cheol el hermano menor de Gye-jeol, que es detective, rudo de apariencia, pero cálido cuando se le conoce.[3][15]
- Kim In-kwon como Oxon/Lee Eung-chul, un semidiós cuyo propósito de existencia es ayudar a Kokdu. Gracias a vivir toda su vida haciendo cualquier cosa que genere dinero, se convirtió en un chaebol que dirige uno de los mayores conglomerados empresariales de Corea.[16]
- Cha Chung-hwa como Gaksin/Seo Bok-gyeong, la diosa de los cotilleos con el más alto nivel de notoriedad. En el mundo humano, se hace pasar por una influencer de YouTube con un millón y medio de seguidores, y luego por una enfermera.[17]

### Secundario
- Choi Kwang-il como Kim Pil-soo, presidente del hospital de Pilseong.
- Kim Young-woong como Jung Sik, el ayudante de Kim Pil-soo, que es un asesino con catorce condenas a su cargo, y que se ocupa del trabajo sucio que le encarga su jefe.[18]
- Lee Jung-joon como Jung Yi-deun, el exnovio de Gye-jeol.[19]
- Kim Byeong-ok como Shin Hong-geun, propietario de Yongwang-nim Samgyeopsal.
- Oh Young-sil como Oh Kyung-seung, la esposa de Hong-geun.
- Lee Young-ran como Moon Myung-ja, CEO de Yeongpo Jongga Co.
- Woo Hyun como Choi Dal-seung, el marido de Myung-ja, presidente de la Asociación de Pequeñas Empresas de Yeongpo.
- Kim Byeong-chun como Bae Jeong-guk, gerente del gimnasio Fire Fist.
- Min Jun-ho como el detective Kim, de homicidios.
- Son So-mang como Sa Guk-hwa, amiga de Jeong-won, que es enfermera en el hospital Pilseong.[20]
- Jung Ah-mi como Jang Mi-soon, la madre de Do Jin-woo, profesor de cirugía hepatobiliar y pancreática en el hospital Pilseong, la cual muere durante una cirugía.[21]
- Oh Yeon-ah como Ji Soo-yeon, una médica del hospital Pilseong, que contribuye al accidente médico intencional que provoca la muerte de Jang Mi-soon por instrucciones del presidente Kim Pil-soo.[22]
- Park Shin-woo como Jo Bong-pil, un farmacéutico que no duda en cometer actos ilegales.[23]
- Jung Wook como Park Chung-seong.

#### Apariciones especiales
- Jung Young-joo como la hija de un paciente fallecido.[24]
- Sung Byeong-sook como un paciente del hospital.[25]
- Kim Kang-hoon como el Creador.[26]
- Yoo Jae-suk como un empleado de una casa de producción de gochujang.[27]
- Jeong Jun-ha como un empleado de una casa de producción de gochujang.[27]
- Lee Mi-joo como una empleada de una casa de producción de gochujang.[27]
- Wang Bit-na como la madre de Gye-jeol.[28]
- Yoon Seo-ah como Eun-ji (ep. 2).

## Producción
La serie está dirigida por Baek Soo-chan, que también firmó la dirección de The Girl Who See Smells (2015) y Alice (2020). Los guionistas Heo Joon-woo y Kang Yi-hun son también autores de la serie criminal de 2018 Less Than Evil.
Lee Jung-joon sustituye con el personaje del exnovio de Gye-jeol a Lee Ji-han, actor que falleció en la estampida de Halloween en Itaewon el 29 de octubre de 2022. Su muerte obligó a interrumpir el rodaje hasta el 7 de noviembre y retrasó la puesta en onda, prevista inicialmente para finales de año. El rodaje había comenzado en septiembre.

## Banda sonora original
| Parte | Fecha de publicación  | Título                          | Letra                             | Música                         | Artista         | Dur. | Ref.   |
| ----- | --------------------- | ------------------------------- | --------------------------------- | ------------------------------ | --------------- | ---- | ------ |
| 1     | 3 de febrero de 2023  | 난 말야 («Yo soy»)              | Mr. Seo                           | Mr. Seo                        | Kim Jung-hyun   | 3:46 | [ 30 ] |
| 2     | 11 de febrero de 2023 | 휘 («Viento»)                   | Kim Ji-hyang                      | Seo Si-ne, Seo Jeong-jin       | Isaac Hong      | 4:10 | [ 31 ] |
| 3     | 17 de febrero de 2023 | 비밀 («Secreto»)                | Kim Tae-won                       | Kim Tae-won                    | Han Dong-geun   | 4:03 | [ 32 ] |
| 4     | 24 de febrero de 2023 | «Latte Latte»                   | Lee Hyun-sang (Artmatic), Rami Nu | Nomasgood, Sam Carter, Rami Nu | Jihan (Weeekly) | 3:15 | [ 33 ] |
| 5     | 3 de marzo de 2023    | 처음 순간 («El primer momento») | Mr. Seo                           | Mr. Seo, Seo Jeong-jin         | Joo Eun         | 3:27 | [ 34 ] |

## Audiencia
La serie tuvo su pico de audiencia en el primer episodio con un discreto 4,8 %, pero siguió una trayectoria descendente hasta el final, con el penúltimo capítulo marcando el mínimo del 1,3 %. Según algunos analistas, ello se debió a los buenos resultados de otras series que competían en la misma franja horaria (Curso intensivo de amor de tvN, Payback de SBS, Red Balloon de Tv Chosun, Agency de jTBC, casi todas ellas con medias superiores al 10 %).
| Temporada | Temporada | Episodio número | Episodio número | Episodio número | Episodio número | Episodio número | Episodio número | Episodio número | Episodio número | Episodio número | Episodio número | Episodio número | Episodio número | Episodio número | Episodio número | Episodio número | Promedio |
| Temporada | Temporada | 1               | 2               | 3               | 4               | 5               | 6               | 7               | 8               | 9               | 10              | 11              | 12              | 13              | 14              | 15              | Promedio |
| --------- | --------- | --------------- | --------------- | --------------- | --------------- | --------------- | --------------- | --------------- | --------------- | --------------- | --------------- | --------------- | --------------- | --------------- | --------------- | --------------- | -------- |
|           | 1         | 858             | —               | 560             | —               | —               | —               | 523             | —               | —               | —               | —               | —               | —               | —               | —               | N/A      |

| Episodio                                                                                 | Fecha de emisión      | Índices de audiencia (Nielsen Korea) | Índices de audiencia (Nielsen Korea) |
| Episodio                                                                                 | Fecha de emisión      | Nacional                             | Seúl                                 |
| ---------------------------------------------------------------------------------------- | --------------------- | ------------------------------------ | ------------------------------------ |
| 1                                                                                        | 27 de enero de 2023   | 4,8 % (14.ª)                         | 4,8 % (14.ª)                         |
| 2                                                                                        | 28 de enero de 2023   | 2,2 % (33.ª)                         | —                                    |
| 3                                                                                        | 3 de febrero de 2023  | 3,1 % (20.ª)                         | 3,2 % (19.ª)                         |
| 4                                                                                        | 4 de febrero de 2023  | 2,4 % (34.ª)                         | —                                    |
| 5                                                                                        | 10 de febrero de 2023 | 2,8 % (24.ª)                         | —                                    |
| 6                                                                                        | 11 de febrero de 2023 | 1,9 % (36.ª)                         | —                                    |
| 7                                                                                        | 17 de febrero de 2023 | 2,7 % (23.ª)                         | —                                    |
| 8                                                                                        | 18 de febrero de 2023 | 1,4 % (47.ª)                         | —                                    |
| 9                                                                                        | 24 de febrero de 2023 | 2 % (29.ª)                           | —                                    |
| 10                                                                                       | 25 de febrero de 2023 | 1,7 % (43.ª)                         | —                                    |
| 11                                                                                       | 3 de marzo de 2023    | 1,6 % (36.ª)                         | —                                    |
| 12                                                                                       | 4 de marzo de 2023    | 2 % (31.ª)                           | —                                    |
| 13                                                                                       | 11 de marzo de 2023   | 1,4 % (43.ª)                         | —                                    |
| 14                                                                                       | 17 de marzo de 2023   | 1,4 % (37.ª)                         | —                                    |
| 15                                                                                       | 18 de marzo de 2023   | 1,3 % (43.ª)                         | —                                    |
| 16                                                                                       | 24 de marzo de 2023   | 1,6 % (37.ª)                         | —                                    |
| Promedio                                                                                 | Promedio              | 2,1 %                                | —                                    |
| - En la tabla superior, aparecen en azul los índices más bajos, y en rojo los más altos. |                       |                                      |                                      |